# Józef Barański (1918–1966)
Józef Barański właśc. Józef Tadeusz Baran (ur. 21 marca 1918 w Rzeszowie. zm. 14 grudnia 1966 pod Lubniem) – polski aktor teatralny.

## Życiorys
Kształcił się w Rzeszowie, gdzie ukończył trzy klasy gimnazjum. Podczas II wojny światowej pracował jako magazynier, a w 1944 roku wstąpił w szeregi 10. Sudeckiej Dywizji Piechoty LWP, gdzie występował w dywizyjnym teatrze. Po zakończeniu walk, do listopada 1945 do kwietnia 1946 występował w Teatrze Żołnierza w Katowicach. Po demobilizacji był członkiem zespołów: Teatru Ziemi Rzeszowskiej w Rzeszowie (1945–1951) oraz Teatru im. Stefana Żeromskiego w Kielcach i Radomiu (1951–1954). W międzyczasie, w 1950 roku, zdał eksternistyczny egzamin aktorski. Następnie przeniósł się do Krakowa, gdzie od 1954 roku występował w Teatrze Młodego Widza, przekształconym następnie w Teatr Rozmaitości.
Zginął w katastrofie autobusowej w dniu 14 grudnia 1966 roku na „Zakopiance” niedaleko Lubnia, kiedy to pojazd wiozący m.in. grupę aktorów na spektakl w Zakopanem zderzył się z innym autokarem, wiozącym dzieci. W wypadku zginęli również aktorzy: Danuta Lipińska-Nowakowska, Kazimiera Lutówna, Adam Fiut i Jan Zieliński. Został pochowany na cmentarzu Rakowickim w Krakowie.